# 亞古別齊
48°44′35″N 29°57′5″E / 48.74306°N 29.95139°E
亞胡貝茨（烏克蘭語：Ягубець）是位於烏克蘭中部的村莊，由切爾卡瑟州烏曼區的赫里斯蒂尼夫卡市鎮負責管轄。該村面積2.94平方公里，海拔高度211米，2001年人口909，人口密度每平方公里308.9人。